# Uspallata pulchra
Uspallata pulchra är en spindeldjursart som beskrevs av Cândido Firmino de Mello-Leitão 1938. 
Uspallata pulchra ingår i släktet Uspallata och familjen Mummuciidae. Inga underarter finns listade i Catalogue of Life.